# Curtmetratge

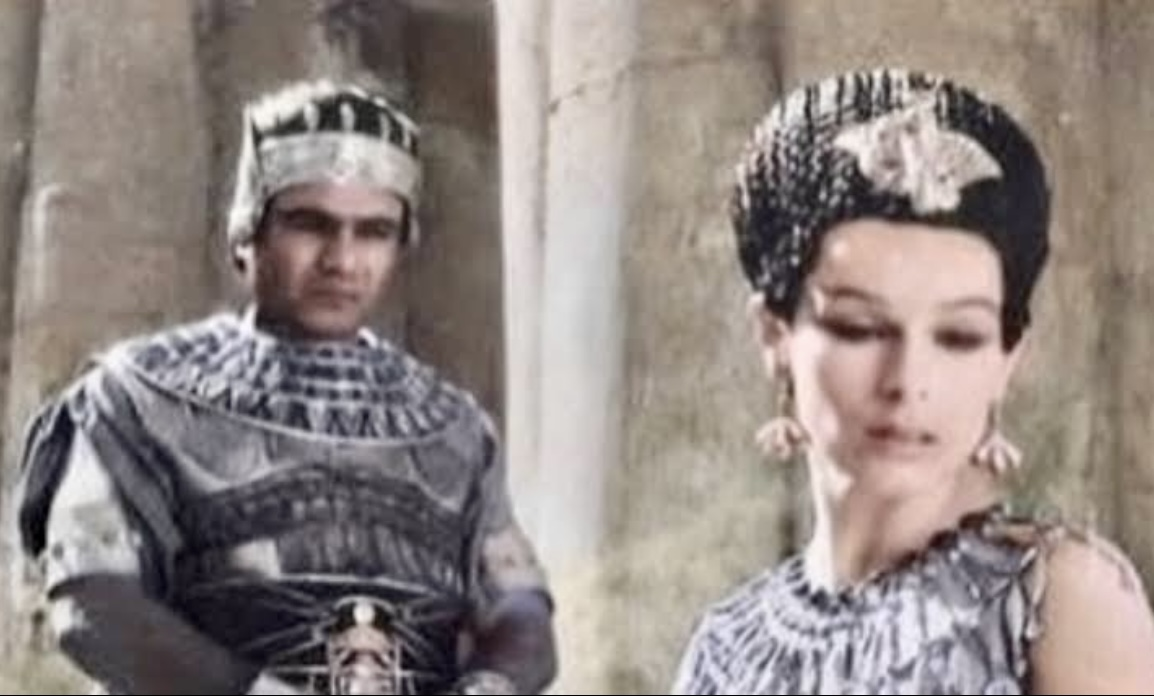
Salah Zulfikar (esquerra) i Geraldine Chaplin a Nefertiti y Aquenatos (1973), una pel·lícula de 30 minuts de durada.

Un curtmetratge és una pel·lícula de curta durada. L’Acadèmia de les Arts i les Ciències Cinematogràfiques (AMPAS) defineix un curtmetratge com una pel·lícula original que té una durada no superior a 40 minuts, inclosos tots els crèdits. Altres organitzacions cinematogràfiques poden utilitzar definicions diferents; l’Acadèmia de Cinema i Televisió Canadenca, per exemple, actualment defineix un curtmetratge com a 45 minuts o menys en el cas dels documentals, i 59 minuts o menys en el cas de les pel·lícules narratives amb guió.
Als Estats Units, els curtmetratges es van anomenar generalment short subjects des de la dècada del 1920 fins a la de 1970, quan es van limitar a dos 35 bobines de mm o menys, i reportatges per a una pel·lícula de tres o quatre bobines. Curt era una abreviatura de qualsevol dels dos termes.
El terme cada cop més rar de la indústria curtmetratge porta més aviat la suposició que la pel·lícula es mostra com a part d'una presentació juntament amb un llargmetratge. Els curtmetratges sovint es projecten en festivals de cinema locals, nacionals o internacionals i són realitzats per cineastes independents amb un pressupost baix o cap pressupost. Normalment estan finançats per una o més beques cinematogràfiques, organitzacions sense ànim de lucre, patrocinadors o fons personals. Els curtmetratges s'utilitzen generalment per adquirir experiència en la indústria i com a plataforma per mostrar el talent per assegurar finançament per a futurs projectes d'inversors privats, una productora o estudis cinematogràfics. També es poden estrenar amb llargmetratges i també es poden incloure com a complements en alguns llançaments de vídeo domèstic.
La durada d'un curtmetratge pot ser des de menys d'un minut fins als 30 minuts.
Les pel·lícules d'entre 30 i 60 minuts són migmetratges. A partir d'una hora de durada es considera llargmetratge.
Els gèneres dels curtmetratges abasten els mateixos que els de les produccions de durada més llarga, però a causa del seu cost menor solen ser utilitzats per a tractar temes menys comercials o en els quals l'autor té més llibertat creativa. Molts joves creadors utilitzen aquest tipus de producció per a fer els seus primers passos en la indústria cinematogràfica i bastants directors de cinema consagrats avui en dia van començar amb curtmetratges.
Probablement el curtmetratge més famós de la història sigui Un chien andalou, escrit i dirigit per dos joves que, en aquell moment, encara no havien arribat a la fama: Luis Buñuel i Salvador Dalí.
Actualment, l'abaratiment de les noves tecnologies digitals i el seu acostament a la producció amateur, ha suposat una revolució per al món del curtmetratge, on els joves realitzadors poden començar eludint les grans despeses que fins ara suposava la realització d'aquestes petites obres. La realització de curtmetratges prolifera de forma eminentment autodidacta, ja que no és un gènere definit en el qual existeixin cànons establerts. Per aquest motiu, el denominat curt és una plataforma d'impuls dels nous cànons visuals. La transgressió de les normes clàssiques de la cinematografia hi té cabuda.
Un dels grans problemes als que s'enfronten els directors és l'absència d'un mercat definit per a aquestes obres. Són encara pocs els circuits d'exhibició comercial de curtmetratges però, d'altra banda i paral·lelament, els concursos i certàmens d'aquest gènere proliferen cada any. Internet està suposant cada vegada més una plataforma de difusió del curtmetratge.
El festival més important de curtmetratges és el Tropfest, que se celebra a Sydney (Austràlia), des de 1993.

## Història

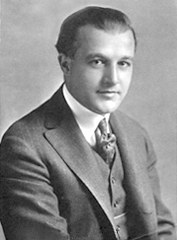
William Garwood va protagonitzar nombrosos curtmetratges, molts dels quals tenien una durada de 20 minuts.

Totes les pel·lícules dels inicis del cinema eren molt curtes, de vegades només duraven un minut o menys. No va ser fins a la dècada del 1910 que les pel·lícules van començar a durar més de deu minuts. La primera sèrie de pel·lícules es va presentar el 1894 i va ser a través del dispositiu de Thomas Edison anomenat Cinetoscopi. Es va fer només per a visionat individual. Es van produir curtmetratges de comèdia en gran nombre en comparació amb llargmetratges com ara El naixement d'una nació de D. W. Griffith (1915). A la dècada del 1920, una entrada permetia comprar un programa variat que incloïa un llargmetratge i diverses obres secundàries de categories com ara segones pel·lícules, comèdia curta, dibuixos animats de 4 a 10 minuts, documental de viatges i noticiaris.
Les comèdies curtes eren especialment comunes, i normalment apareixien en sèries (com ara les pel·lícules Our Gang o les moltes aparicions del personatge de Little Tramp de Charlie Chaplin).
Els dibuixos animats van aparèixer principalment com a curtmetratges. Pràcticament totes les principals productores cinematogràfiques tenien unitats assignades per desenvolupar i produir curtmetratges, i moltes empreses, especialment en l'era del cinema mut i en els primers temps del cinema sonor, produïen principalment o només curtmetratges.
A la dècada del 1930, el sistema de distribució va canviar en molts països a causa de la Gran Depressió. En comptes que el propietari del cinema muntés un programa de la seva pròpia elecció, els estudis venien un paquet centrat en un llargmetratge principal i secundari, un dibuix animat i poca cosa més. Amb l'auge del llargmetratge doble, els curtmetratges de dos bobines van entrar en declivi com a categoria comercial.
L'any 1938 va ser un punt d'inflexió en la història de les comèdies cinematogràfiques. Hal Roach, per exemple, havia interromput tota la producció de curtmetratges excepte Our Gang, que finalment va vendre a Metro-Goldwyn-Mayer el 1938. L'estudi Vitaphone, propietat de Warner Bros., va deixar de produir la seva pròpia línia de comèdies de dos rodets el 1938; Educational Pictures va fer el mateix any, a causa de l'entrada sense èxit del seu president, Earle W. Hammons, en el camp del llargmetratge. Amb aquests importants productors de comèdia fora de la cursa, Columbia Pictures va ampliar les seves pròpies operacions i va llançar una segona unitat de comèdia de dos rodets el 1938. Columbia i RKO Radio Pictures van continuar fent comèdies de dos rodets fins a la dècada del 1950.
Els directors de teatre van trobar més fàcil i convenient encaixar temes més curts, d'un sol rodet (10 minuts), als seus programes de doble llargmetratge. En el camp de l'acció real, l'humorista Robert Benchley havia estat fent comèdies curtes des dels inicis del cinema sonor; les seves diverses sèries per a Fox, Vitaphone, MGM i Paramount es van emetre des del 1928 fins al 1944. Les sèries especialitzades Pete Smith de la MGM havien estat una atracció afegida estàndard a la programació dels cinemas des del 1935 i van durar fins al 1955. Les reposicions de pel·lícules mudes de Flicker Flashbacks de la RKO es van dur a terme entre 1943 i 1956, i les comèdies de Joe McDoakes de la Warner Bros. es van convertir en una sèrie regular el 1946 i van durar fins al 1956. En general, però, el tema preferit de les pel·lícules per a un sol rodet van ser els dibuixos animats, produïts per Walt Disney, Warner Bros., MGM, Paramount, Walter Lantz, Columbia i Terrytoons.
Un dels formats de curtmetratges més antics de les pel·lícules va ser la sèrie d'aventures, establerta per primera vegada el 1912. Una sèrie generalment durava entre 12 i 15 capítols, de 15 a 20 minuts cadascun. Cada episodi acabava amb l'heroi o l'heroïna atrapats en una situació que posava en perill la seva vida; el públic havia de tornar la setmana següent per veure'n el resultat. Aquestes obres per capítols van seguir sent populars durant la dècada del 1950, tot i que tant Columbia com Republic Pictures les feien ara tan barates com fos possible, reutilitzant moments destacats d'acció de sèries antigues i connectant-les amb algunes escenes noves que mostraven actors vestits de manera idèntica. Fins i tot després que Republic deixés de fer sèries el 1955 i Columbia ho fes el 1956, el públic fidel els va donar suport i els estudis van reeditar sèries antigues a mitjans dels anys seixanta. El renaixement de la sèrie Batman de Columbia el 1964 va provocar un frenesí mediàtic, impulsant una nova sèrie de televisió de Batman i una onada de marxandatge de Batman.
Amb l'auge de la televisió, els curtmetratges comercials d'acció real van quedar pràcticament morts; la majoria dels estudis van cancel·lar les seves sèries d'acció real el 1956. Només Els Tres Chiflats van continuar fent comèdies de dos rodets; la seva última es va estrenar el 1959. Els curtmetratges s'havien convertit en un mitjà per a treballs estudiantils, independents i especialitzats.
Els curtmetratges de dibuixos animats van tenir una vida més llarga, en part a causa de la implementació de tècniques d'animació limitades de baix cost i l'auge de l'animació televisiva, que va permetre que els curtmetratges tinguessin tant emissions en cinemes com una sindicació més enllà. Warner Bros., una de les més prolífiques de l'època daurada, va experimentar diverses reorganitzacions a la dècada del 1960 abans de deixar el negoci dels curtmetratges el 1969 (en aquest moment els curtmetratges ja feia anys que s'emetien en reposicions televisades). La MGM va continuar Tom i Jerry (primer amb una sèrie de curtmetratges de l'Europa de l'Est mal rebuts per Gene Deitch, després una sèrie millor rebuda per Chuck Jones, exalumne de la Warner Bros.) fins al 1967, i Woody Woodpecker va durar fins al 1972; l'equip creatiu darrere dels dibuixos animats de la MGM dels anys 40 i 50 va formar Hanna-Barbera Productions el 1957, centrant-se principalment en la televisió. La Pantera Rosa va ser l'última sèrie curta de dibuixos animats de cinema, que va començar el 1964 (i, per tant, va passar tota la seva existència dins l'era de l'animació limitada) i va acabar el 1980. A la dècada del 1960, el mercat dels curtmetratges d'animació s'havia desplaçat en gran manera a la televisió, i els curtmetratges cinematogràfics existents es van sindicar a la televisió.

## Era moderna
Uns quants curtmetratges d'animació continuen dins de la distribució comercial generalista. Per exemple, Pixar ha projectat un curtmetratge juntament amb cadascun dels seus llargmetratges durant la seva primera emissió en cinemes des del 1995 (produint curtmetratges permanentment des del 2001). Des que Disney va adquirir Pixar el 2006, Disney també ha produït curtmetratges d'animació des del 2007 amb el curt de Goofy How to Hook Up Your Home Theater i ha produït una sèrie de curtmetratges d'acció real amb els Muppets per veure'ls a YouTube com a vídeos virals per promocionar la pel·lícula del 2011 del mateix nom.
El 2009, es va estrenar el curtmetratge de terror No Through Road i es va fer viral, creant terror analògic. El curtmetratge donaria lloc a 3 seqüeles, creant una sèrie web.
DreamWorks Animation sovint produeix una seqüela curta per incloure-la en l'edició especial de vídeo dels principals llargmetratges, i són típiques de tenir una durada suficient per ser emeses com a especial de televisió; algunes pel·lícules de l'estudi també han afegit curtmetratges cinematogràfics. Warner Bros. sovint inclou curtmetratges antics de la seva considerable biblioteca, connectats només temàticament, a les edicions en DVD de pel·lícules clàssiques de la WB. Del 2010 al 2012, Warner Bros. també va estrenar nous curtmetratges de Looney Tunes abans de pel·lícules familiars.
Shorts International i Magnolia Pictures organitzen un llançament anual de curtmetratges nominats als Premis de l'Acadèmia als cinemes dels Estats Units, el Regne Unit, el Canadà i Mèxic durant els mesos de febrer i març.
Els curtmetratges s'emeten ocasionalment com a farciment quan un llargmetratge o una altra obra no s'ajusta a la programació d'emissió estàndard. ShortsTV va ser el primer canal de televisió dedicat a curtmetratges.
No obstant això, els curtmetratges generalment depenen de l'exhibició en festivals de cinema per arribar a un públic. Aquestes pel·lícules també es poden distribuir a través d’Internet. Alguns llocs web que fomenten l'enviament de curtmetratges creats pels usuaris, com ara YouTube i Vimeo, han atret grans comunitats d'artistes i espectadors. Llocs web com Omeleto, FILMSshort, Short of the Week, Short Films Matter, Short Central i algunes aplicacions mostren curtmetratges seleccionats.
Els curtmetratges són una primera etapa típica per a nous cineastes, però els actors i els equips professionals sovint encara opten per crear curtmetratges com a forma d'expressió alternativa. El cinema amateur ha guanyat popularitat a mesura que l'equipament s'ha tornat més accessible.
Els costos de producció més baixos dels curtmetratges sovint signifiquen que els curtmetratges poden tractar temes alternatius en comparació amb els llargmetratges de pressupost més elevat. De la mateixa manera, les tècniques cinematogràfiques no convencionals com la pixilació o les narratives que es narren sense diàlegs es veuen més sovint en curtmetratges que en llargmetratges.
Tropfest afirma ser el festival de curtmetratges més gran del món. El Tropfest ara té lloc a Austràlia (el seu lloc de naixement), Aràbia, els Estats Units i altres llocs. Originari del 1993, sovint es considera que el Tropfest és, almenys parcialment, responsable de la popularitat recent dels curtmetratges a nivell internacional. També Couch Fest Films, que forma part del Shnit Worldwide Filmfestival, afirmava ser el festival de curtmetratges d'un sol dia més gran del món.
Entre els festivals de cinema més antics dedicats a curtmetratges hi ha el Festival Internacional de Curtmetratges de Clermont-Ferrand, França (des del 1979), el Festival de Cinema de Tampere, Finlàndia (des del 1969) i el Festival Internacional de Curtmetratges d'Oberhausen, Alemanya (des del 1954). Tots ells encara són considerats els festivals de curtmetratges més importants del món fins ara.

## Curtmetratges a Catalunya
Els curtmetratges catalans són, sovint, obres nascudes de la creativitat independent o de l’impuls acadèmic d’escoles de cinema com l’ESCAC o la Universitat Pompeu Fabra. Aquestes peixes audiovisuals, generalment de durada breu però d’intensitat narrativa, exploren amb freqüència temàtiques profundament arrelades a la realitat social, a la recerca identitària, a la memòria històrica o a l’experimentació formal. No es tracta només d’exercicis tècnics, sinó de petites finestres obertes a reflexions universals des d’una mirada pròpia i autèntica.
El seu àmbit natural són els festivals, tant els que s’organitzen a Catalunya com els que es disseminen per escenaris internacionals. En aquests espais, els curtmetratges en català han demostrat una vitalitat extraordinària, aconseguint reconeixements rellevants en certàmens tan prestigiosos com el de Clermont-Ferrand, els premis Goya o Gaudí, el Festival de Sitges o l’Alternativa de Barcelona. Aquests triomfs no només posen en valor la qualitat tècnica i artística dels cineastes catalans, sinó que també reafirmen la capacitat del cinema en català per connectar amb públics diversos i transcendir fronteres.
En definitiva, el curtmetratge català és un gènere vibrant, una eina de creació i diàleg que, malgrat la seva brevetat, deixa una empremta duradora en el panorama audiovisual contemporani.
Els curtmetratges catalans acostumen a ser:
- De producció independent o d’escoles de cinema, com l’ESCAC o la Universitat Pompeu Fabra.
- Amb temàtica social, identitària, històrica o experimental.
- Amb molt de pes en festivals, tant locals com internacionals.

Durant els darrers anys, uns quants curtmetratges en català han aconseguit premis importants i presència a festivals com Clermont-Ferrand, Goya, Gaudí, Sitges o l'Alternativa de Barcelona.

### Exemples destacats de curtmetratges en català

#### Suc de síndria(2019), de Irene Moray
- Idioma: Català
- Tema: Recuperació del plaer després d’una agressió sexual.
- Va ser nominat als Premis Goya i va guanyar el Gaudí al millor curtmetratge.
- Un curt íntim, amb mirada femenina i delicada, rodat amb sensibilitat.

#### Harta(2022), de Júlia de Paz Solvas
- Tot i ser en castellà, la directora és catalana i l’estil s’inspira en curtmetratges socials catalans.
- Mostra el talent emergent dins del país.

#### Forastera(2020), de Lucía Aleñar
- En català i mallorquí.
- Una mirada poètica sobre la identitat i la tradició a Mallorca.

#### Negre de merda(2021), de Manuel Blanco Desar
- Curt en català que aborda el racisme institucional i el racisme quotidià a Catalunya.

#### L’estrany(2023), de Oriol Guanyabens
- Curt en català, guardonat, que parla de l’acceptació de la diferència amb un toc metafòric.

### Escoles de cinema amb producció en català
- ESCAC (Escola Superior de Cinema i Audiovisuals de Catalunya) – Molts curtmetratges d’estudiants són en català i tenen recorregut internacional.
- UPF – Comunicació Audiovisual – Treballs de final de grau i màster amb qualitat professional.
- CECC, ERAM, ECIB, Bande à Part – També impulsen curtmetratges sovint en català.

### Festivals i circuits de difusió
- Premis Gaudí (categoria de curtmetratge)
- Festival Filmets de Badalona
- Mostra de Films de Dones de Barcelona
- Cinema Jove de València
- FIC-CAT (Festival Internacional de Cinema en Català) – Totalment dedicat a produccions en català.